# Kolmogorov-Smirnovtoets
De kolmogorov-smirnovtoets is een statistische toets gebaseerd op een maat voor het verschil in twee verdelingen. In de vorm voor één steekproef, is het een aanpassingstoets, waarmee onderzocht wordt of de verdeling waaruit de steekproef getrokken is, afwijkt van een bekende verdeling zoals de normale verdeling, de uniforme verdeling, de poissonverdeling, de exponentiële verdeling, en dergelijke. In de vorm voor twee steekproeven wordt nagegaan of de verdelingen waaruit de steekproeven afkomstig zijn, van elkaar verschillen.
De toetsingsgrootheid is in het geval van één steekproef de grootste afstand tussen de empirische verdelingsfunctie en de verdelingsfunctie van de in het geding zijnde bekende verdeling, en in het geval van twee steekproeven de grootste afstand tussen de beide empirische verdelingsfuncties.
De kolmogorov-smirnovtoets is parametervrij omdat ervoor geen aannamen voor parameters in de steekproef worden gedaan.
De vorm voor twee steekproeven is een zeer geschikte parametervrije toets om na te gaan of twee steekproeven uit dezelfde verdeling afkomstig zijn, aangezien de toets gevoelig is voor zowel verschillen in plaats als in vorm van de verdelingen.

## Definitie

#### Voor één steekproef
Zij {\displaystyle X_{1},\dots ,X_{n}} een aselecte steekproef uit een verdeling met onbekende verdelingsfunctie {\displaystyle F} en {\displaystyle F_{0}} een bekende verdelingsfunctie. De Kolmogorov-Smirnovtoets voor het toetsen van de nulhypothese
{\displaystyle H_{0}:F=F_{0}}
tegen de alternatieve hypothese
{\displaystyle H_{1}:F\neq F_{0}}
is de toets met toetsingsgrootheid
{\displaystyle D_{n}=\sup _{x}|F_{n}(x)-F_{0}(x)|},
waarin {\displaystyle F_{n}} de empirische verdelingsfunctie is.
Onder de nulhypothese convergeert
{\displaystyle {\sqrt {n}}D_{n}{\xrightarrow {n\to \infty }}\sup _{t}|B(F_{0}(t))|}
in verdeling. Daarin is {\displaystyle B(t)} de Brownse brug.
Als {\displaystyle F_{0}} continu is, convergeert {\displaystyle {\sqrt {n}}D_{n}} onder de nulhypothese naar de kolmogorovverdeling (zie onder), die niet afhankelijk is van {\displaystyle F_{0}}.

#### Voor twee steekproeven
Zij {\displaystyle X_{1},\dots ,X_{n}} en {\displaystyle Y_{1},\dots ,Y_{m}} aselecte steekproeven uit verdelingen met onbekende verdelingsfuncties {\displaystyle F_{X}} resp. {\displaystyle F_{Y}}. De kolmogorov-smirnovtoets voor het toetsen van de nulhypothese
{\displaystyle H_{0}:F_{X}=F_{Y}}
tegen de alternatieve hypothese
{\displaystyle H_{1}:F_{X}\neq F_{Y}}
is de toets met toetsingsgrootheid
{\displaystyle D_{n,m}=\sup _{x}|F_{X,n}(x)-F_{Y,m}(x)|},
waarin {\displaystyle F_{X,n}} en {\displaystyle F_{Y,m}} de empirische verdelingsfuncties van de beide steekproeven zijn.
De verdeling van deze toetsingsgrootheid hangt onder de nulhypothese niet af van de veronderstelde verdeling mits deze continu is.
De kolmogorov-smirnovtoetsen vergelijken de experimenteel gevonden empirische verdelingsfunctie met de veronderstelde verdelingsfunctie of de beide empirische verdelingsfuncties onderling, door als toetsingsgrootheid een bepaalde afstandsmaat tussen beide te berekenen. De stelling van Glivenko–Cantelli garandeert dat de toetsingsgrootheid onder de nulhypothese bijna zeker naar 0 convergeert. De nulhypothese wordt verworpen voor (te) grote waarden van de toetsingsgrootheid.

## Kolmogorovverdeling
De kolmogorovverdeling is de verdeling van de stochastische variabele
{\displaystyle K=\sup _{t\in [0,1]}|B(t)|},
waarin B(t) de Brownse brug is. De verdelingsfunctie van K wordt gegeven door
{\displaystyle P(K\leq x)=1-2\sum _{i=1}^{\infty }(-1)^{i-1}e^{-2i^{2}x^{2}}={\frac {\sqrt {2\pi }}{x}}\sum _{i=1}^{\infty }e^{-(2i-1)^{2}\pi ^{2}/(8x^{2})}}.
Zowel de toetsingsgrootheid van de kolmogorov–smirnovtoets als de asymptotische verdeling daarvan onder de nulhypothese zijn gepubliceerd door Kolmogorov. Een tabel van de verdeling is gepubliceerd door Nikolai Vasilyevich Smirnov. Voor de verdeling van de toetsingsgrootheid onder de nulhypothese voor eindige steekproefomvang bestaan er recurrente betrekkingen.
schatten · t-toets · F-toets · chi-kwadraattoets · Wilcoxontoets · rangtekentoets · verdelingsvrije toets · Kolmogorov-Smirnov · Kruskall-Wallis · kleinste-kwadratenmethode · lineaire regressie